# Miaoyingtempel
De Miaoyingtempel staat ook wel bekend als Witte pagodatempel en is een Chinees boeddhistische tempel aan de noordkant van Fuchengmennei Street in het Xicheng District van Peking.
De bekende witte stoepa's van de tempel stammen uit de Yuan-dynastie. Terwijl de andere delen van de tempel in de Ming-dynastie zijn gebouwd.
In 1976 werd de tempel ernstig beschadigd door de Tangshan aardbeving. In 1978 werd de tempel gerestaureerd.